# Pfarrkirche Ottenthal

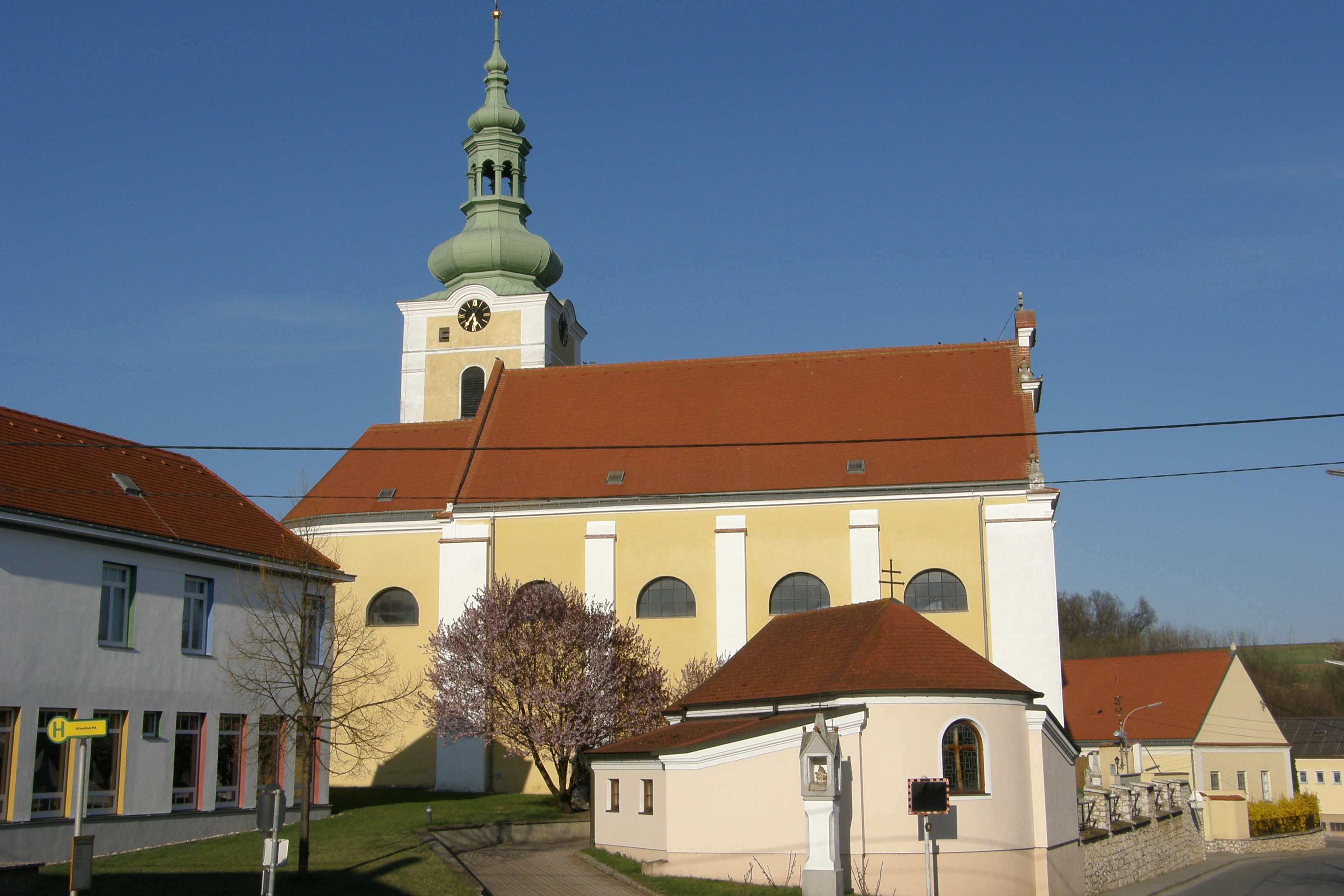
Katholische Pfarrkirche Unsere Liebe Frau in Ottenthal

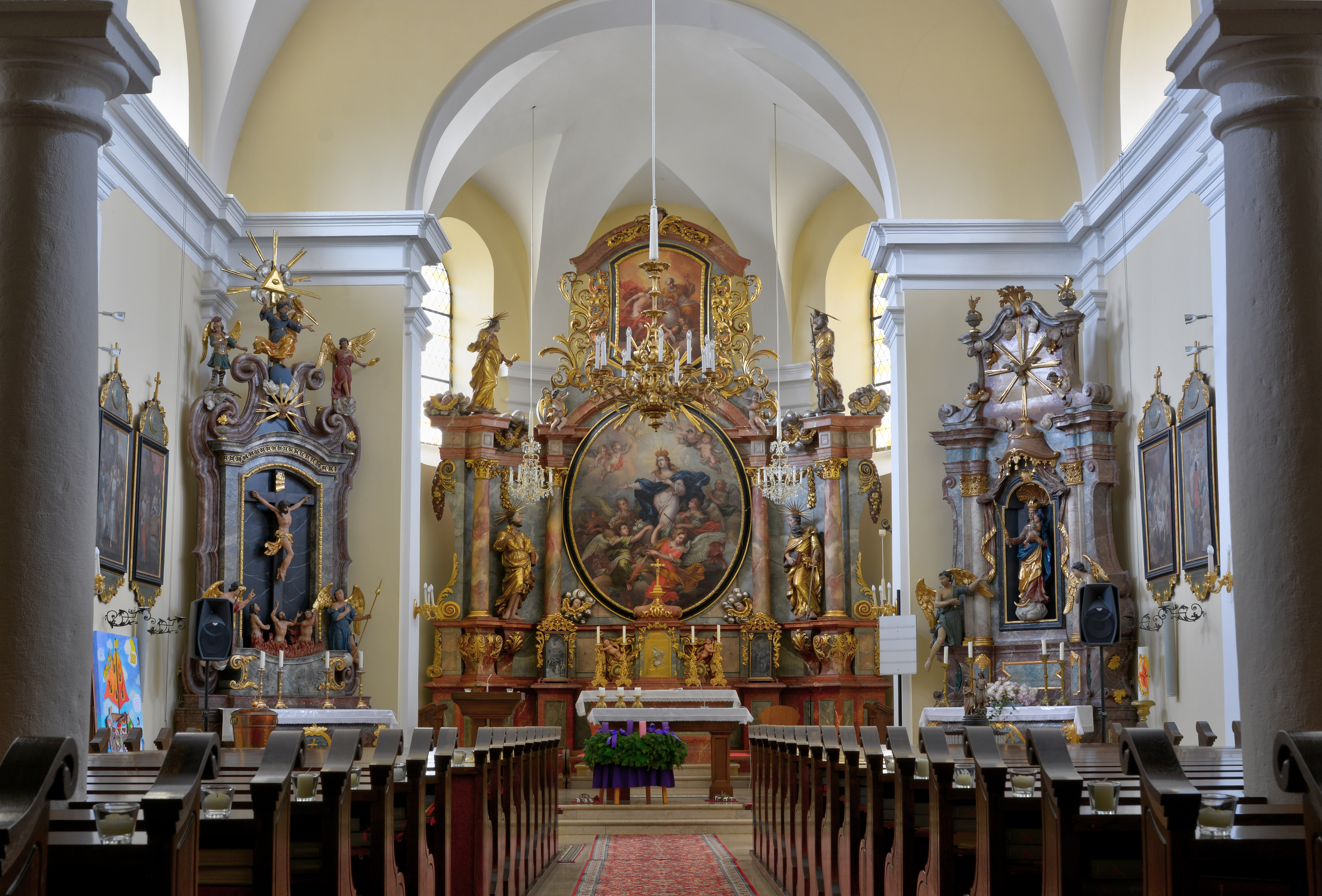
Langhaus, Blick zum Chor

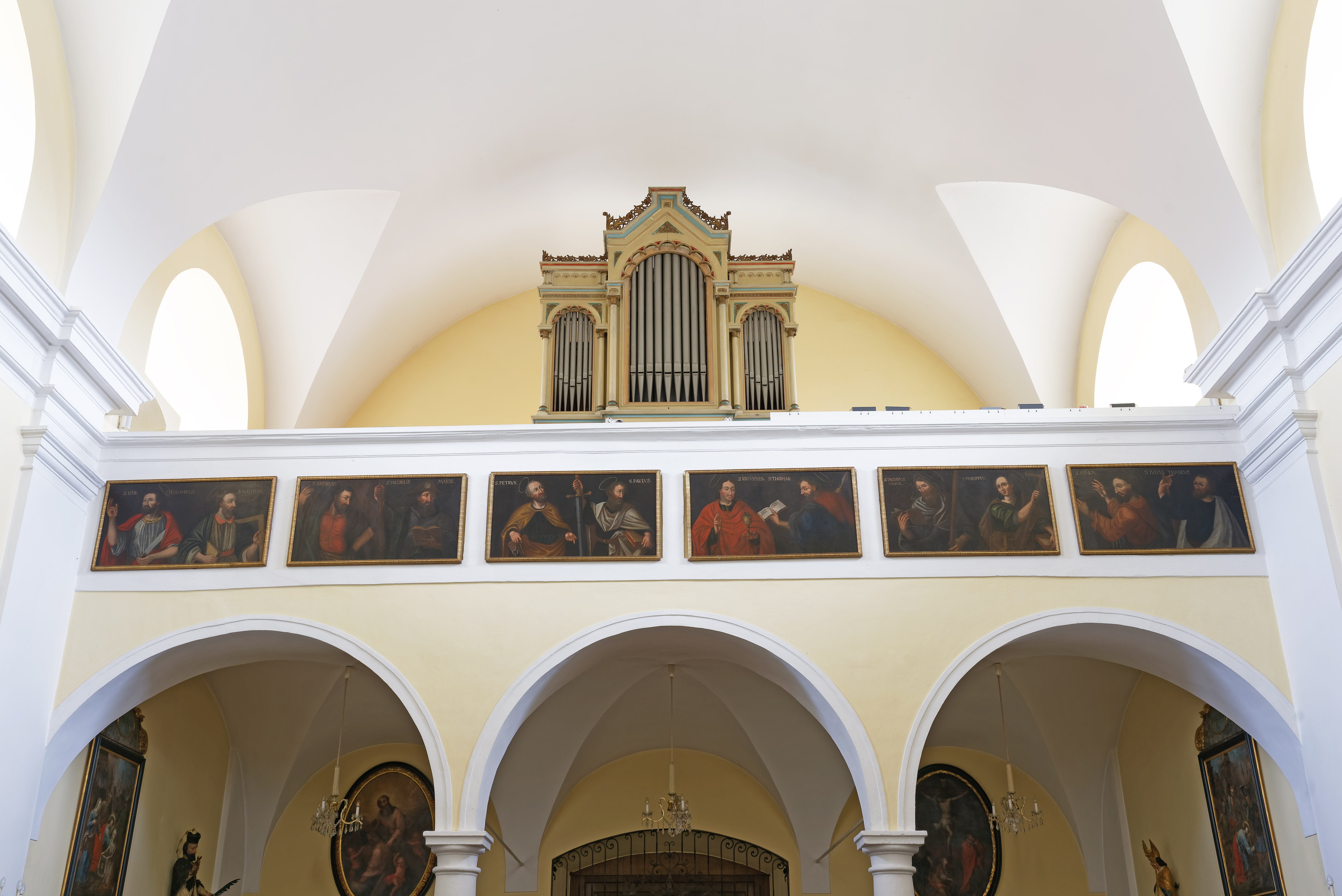
Blick zur Empore mit der Kirchenorgel

Die römisch-katholische Pfarrkirche Ottenthal steht in erhöhter Lage inmitten des Ortes der Gemeinde Ottenthal im Bezirk Mistelbach in Niederösterreich. Die dem Patrozinium des hl. Martin von Tours unterstellte Pfarrkirche gehört zum Dekanat Poysdorf der Erzdiözese Wien. Die Kirche und der ehemalige Friedhof stehen unter Denkmalschutz (Listeneintrag).

## Geschichte
Eine Kirche wurde 1414 urkundlich genannt. 1544 ein Vikariat wurde 1581 die Pfarre gegründet. 1704 war eine Kirchweihe. Die Kirche war ehemals von einem Friedhof umgeben.

## Architektur
Die Kirche mit dem Pfarrhof, die Aufbahrungshalle mit einem danebenstehenden gotischen Tabernakelpfeiler und die Volksschule bilden ein Bauensemble.
Der barocke Kirchenbau hat ein hoch proportioniertes Langhaus aus 1704 mit einem eingezogenen rund geschlossenen Chor im Norden und einen Turm im östliche Chorwinkel. Die Fassaden sind mit Lisenen und Lunettenfenstern gegliedert, die südliche Eingangsfront hat eine Pilastergliederung und einen trapezförmigen zweizonigen Giebel. Der viergeschoßige Turm hat eine Putzbandgliederung, rundbogige Schallfenster, Uhrengiebel und trägt einen Zwiebelhelm.
Das Kircheninnere zeigt ein vierjochiges Langhaus unter einem Tonnengewölbe mit Stichkappen auf Pilastern mit hohen Kämpfern und einem umlaufenden Gebälk. Die dreibogige kreuzgratunterwölbte Orgelempore steht auf toskanischen Säulen. Der eingezogene Triumphbogen ist rundbogig. Der einjochige Chor unter einem Kreuzgratgewölbe hat in der Apsis Stichkappen. Ein barockes Portal führt in die kreuzgratgewölbte Sakristei (wohl im Turmerdgeschoß).

## Einrichtung
Der Hochaltar aus 1704 wurde aus der Frauenbergkirche in Stein an der Donau hierher übertragen, der hochbarocke Altar hat einen breitgelagerten zweizonigen Aufbau über einem hohen Postament mit je zwei Säulen auf balusterartigen Sockeln, einen reich dekorierten Volutenauszug, er trägt vergoldete Figuren der Heiligen Peter und Paul, in der Gebälkzone die Heiligen Johannes Evangelist und Christophorus, er zeigt das ovale Hochaltarblatt Mariä Himmelfahrt und das Aufsatzbild Hl. Dreifaltigkeit von Johann Bernhard Grabenberger.
Die Orgel bauten die Gebrüder Rieger 1907. Eine Glocke nennt Johann Kraus 1789.

## Grabdenkmäler
Östlich der Kirche
- Klassizistisches Grabmal zum Pfarrer Franz Daum als Steinobelisk mit Trauerfigur 1787 und 1810.